# Duralex Gigogne
El got Gigogne és un got de vidre trempat creat per l'empresa francesa Saint-Gobain l'any 1946 i comercialitzat baix la marca Duralex.
És un got fàcilment apilable i més resistent que la majoria de gots de vidre.
Va ser molt utilitzat als menjadors escolars de França als anys 1960 i 1970, on hi havia un joc on aquell alumne que tenia un got amb un número de motle major havia de servir a la resta de companys.